# Tatarpur Lallu
Tatarpur Lallu es ciudad censal situado en el distrito de Bijnor en el estado de Uttar Pradesh (India). Su población es de 7847 habitantes (2011). 

## Demografía
Según el  censo de 2011 la población de Tatarpur Lallu era de 7847 habitantes, de los cuales 4135 eran hombres y 3712 eran mujeres. Tatarpur Lallu tiene una tasa media de alfabetización del 87,68%, superior a la media estatal del 67,68%: la alfabetización masculina es del 92,95%, y la alfabetización femenina del 81,85%.